# Ebrahim Raïssi
Ebrahim Raisol-Sadati, dit Ebrahim Raïssi (en persan : ابراهیم رئیسی), né le 14 décembre 1960 à Machhad (Khorassan-e Razavi) et mort accidentellement le 19 mai 2024 à Khunirud (Azerbaïdjan oriental), est un religieux chiite et homme d'État iranien. Il est président de la république islamique d'Iran de 2021 à sa mort.
Sa carrière dans le nouveau système judiciaire islamique débute en 1980, l’année qui suit celle de la révolution iranienne. Procureur-adjoint de Téhéran à partir de 1985, il participe à la répression et aux exécutions massives d'opposants à partir de 1988, ce qui lui vaut le surnom de « boucher de Téhéran ». Procureur général de 2014 à 2016, il est directeur de la fondation (ou Bonyad) Astan-e Qods Razavi de 2016 à 2019. De 2019 à 2021, il est chef du système judiciaire iranien et premier vice-président de l'Assemblée des experts.
Raïssi est candidat à l'élection présidentielle de 2017, qu'il perd face au président sortant Hassan Rohani. De nouveau candidat en 2021, soutenu par les conservateurs, il l’emporte au premier tour. La candidature de Raïssi est favorisée dans la mesure où il est alors pressenti à terme pour succéder à Ali Khamenei comme Guide de la Révolution, le chef de l'État en Iran.
Sa présidence est marquée par le déclenchement fin 2022 de manifestations de protestation civile consécutives à la mort de Mahsa Amini, arrêtée pour n'avoir pas correctement respecté le code vestimentaire islamique, puis par le regain du conflit avec Israël dans le cadre de la guerre de Gaza.
Il meurt dans un accident d'hélicoptère le 19 mai 2024 dans la province d'Azerbaïdjan oriental, après une rencontre avec le président azéri Ilham Aliyev.

## Biographie

### Formation et débuts
Après des études religieuses, Ebrahim Raïssi commence sa carrière dans le nouveau système judiciaire islamique, en 1980, l’année qui suit celle de la révolution iranienne.
En 1983, Raïssi épouse Jamileh Alamolhoda (en), fille ainée de l'ayatollah Ahmad Alamolhoda (en) le représentant du Guide de la Révolution Ali Khamenei dans la province du Khorasan-e Razavi, et dirigeant la prière du vendredi au mausolée de l'imam Reza. De cette union naitront deux filles, une qui obtiendra un doctorat (PhD en anglais) en sociologie auprès de l'université de Téhéran tandis que l'autre obtiendra un 'Baccalaureus Scientiae' (BSc en anglais, licence pour le LMD) en sciences physiques auprès de l'université de technologie de Sharif à Téhéran. Jamileh Alamolhoda est docteur en philosophie de l'éducation obtenu en 2001 auprès de l'université Tarbiat Modares (en) à Téhéran.
Dans un premier temps, il est nommé procureur dans la préfecture de Karadj (en), puis dans la province de Hamedan, et devient en 1985 procureur-adjoint à Téhéran.
Il est, à la fin de la guerre entre l'Iran et l'Irak, l'un des responsables des exécutions massives d'opposants de l'été 1988,, ce qui lui vaut le surnom de « boucher de Téhéran ». Assistant alors le procureur de Téhéran, Morteza Eshraghi (fa), Ebrahim Raïssi le remplace parfois au sein du « comité de la mort ». Bien qu'ayant nié, à plusieurs reprises, avoir participé à cet évènement, il a rendu « hommage » à l'ordre donné par l'ayatollah Khomeyni condamnant à mort les opposants politiques considérés comme apostats.
Ebrahim Raïssi est nommé en 2004 procureur adjoint d'Iran, une haute position dans l'appareil judiciaire iranien. En 2005, le président Mahmoud Ahmadinejad lui propose le poste de ministre des Renseignements et de la Sécurité mais il décline l’offre. En 2006, Raïssi est élu à l'Assemblée des experts pour la province du Khorasan-e Razavi. En août 2014, Sadeq Larijani, le procureur d'Iran, le nomme au poste de procureur général d'Iran. Le mandat dure cinq ans mais, en mars 2016, Raïssi démissionne.
En mars 2016, Raïssi devient président d'Astan-e Qods Razavi, la plus riche fondation religieuse (bonyad) du monde musulman. La fondation administre le mausolée de l'imam Reza situé à Machhad, et gère un grand nombre de conglomérats économiques en Iran. Il succède à l'ayatollah Abbas Vaez-Tabasi (en) qui a présidé la fondation de 1979 à sa mort en mars 2016.

### Élection présidentielle de 2017
À partir de 2017, Ebrahim Raïssi est considéré comme le successeur le plus probable du Guide de la Révolution, Ali Khamenei,,. Il a une grande influence dans les groupes économiques conservateurs et parmi les Gardiens de la révolution, et n'a jamais quitté le sillage d'Ali Khamenei (qui a été l’un de ses professeurs). Cependant Raïssi n'est pas reconnu par les religieux chiites comme une autorité sur le plan religieux. Pour pallier cette faiblesse (dans le système théocratique iranien), il se pare du titre d'ayatollah. Raïssi est considéré comme un seyyed, c'est-à-dire un descendant du prophète Mahomet,.
Raïssi est candidat à l'élection présidentielle de 2017. Il est présenté comme le candidat principal du camp conservateur, devant même Mohammad Ghalibaf, autre candidat conservateur qui retire sa candidature au profit de Raïssi peu avant le scrutin,. Raïssi est largement battu, dès le premier tour avec 38,5 % des voix contre 57 % à Hassan Rohani, le président sortant.

### Chef du système judiciaire iranien

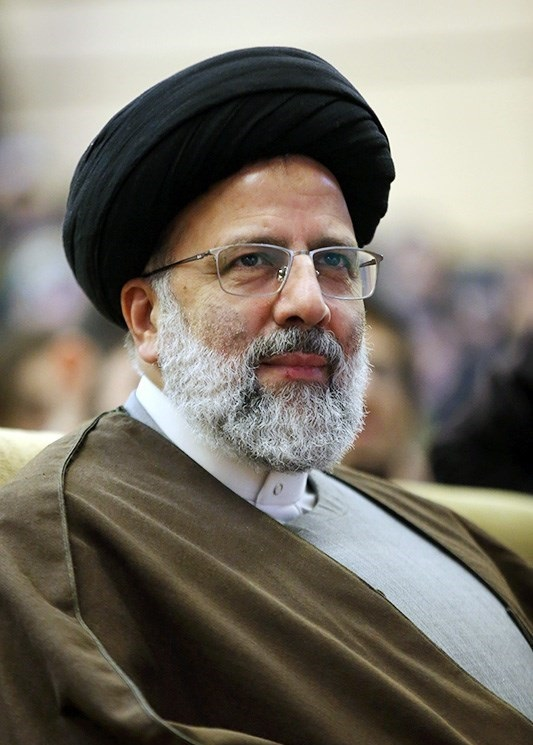
Ebrahim Raïssi en 2018.

Le 3 mars 2019, Ali Khamenei le nomme successeur de Sadeq Larijani en tant que chef du système judiciaire iranien ; Raïssi prend ses fonctions le 8 mars suivant,. Le 12 mars 2019, Raïssi est élu premier vice-président de l'Assemblée des experts dont le président, Ahmad Jannati est alors âgé de 92 ans. Le principal rôle de l'assemblée est d'élire le Guide de la Révolution.
En novembre 2019, Raïssi, ainsi que de nombreux proches de Khamenei, sont soumis à des sanctions du département du Trésor des États-Unis,.
En juillet 2021, en anticipation de sa prise de fonction en tant que président de la République islamique, il est remplacé par Mohseni Ejei, jusqu'alors premier chef-adjoint du système judiciaire.

### Élection présidentielle de 2021
Ebrahim Raïssi est dans un premier temps considéré comme favori à l'élection présidentielle de 2021 au côté d’Ali Larijani, mais celui-ci voit finalement sa candidature invalidée, ; dès lors, Raïssi apparaît comme le grand favori du scrutin. La candidature de Raïssi est favorisée dans la mesure où il est pressenti à terme pour succéder à Ali Khamenei comme Guide de la Révolution, le chef de l’État en Iran,.
Dans une élection où une majorité de candidats sont principalistes, Raïssi est l'un des plus fondamentalistes. Il est officiellement soutenu par l'Association du clergé militant, un parti principaliste. Plusieurs candidats de premier plan, tel que Mohammad Ghalibaf, président du Madjles (l'assemblée consultative islamique) et membre du Front populaire des forces de la révolution islamique (en), organisation principaliste, se sont retirés en sa faveur.
Lors de la campagne, il affirme son soutien aux négociations en cours avec les pays signataires de l'accord sur le nucléaire iranien pour un retour aux termes de l'accord de 2015.
Il est élu président dès le premier tour avec 72 % des suffrages. Le scrutin est marqué par un nombre important de votes blancs (14 % des votants) et par une abstention atteignant 51 % des inscrits, soit la plus forte pour une élection présidentielle depuis 1979 et la proclamation de la république islamique.

### Président de la République

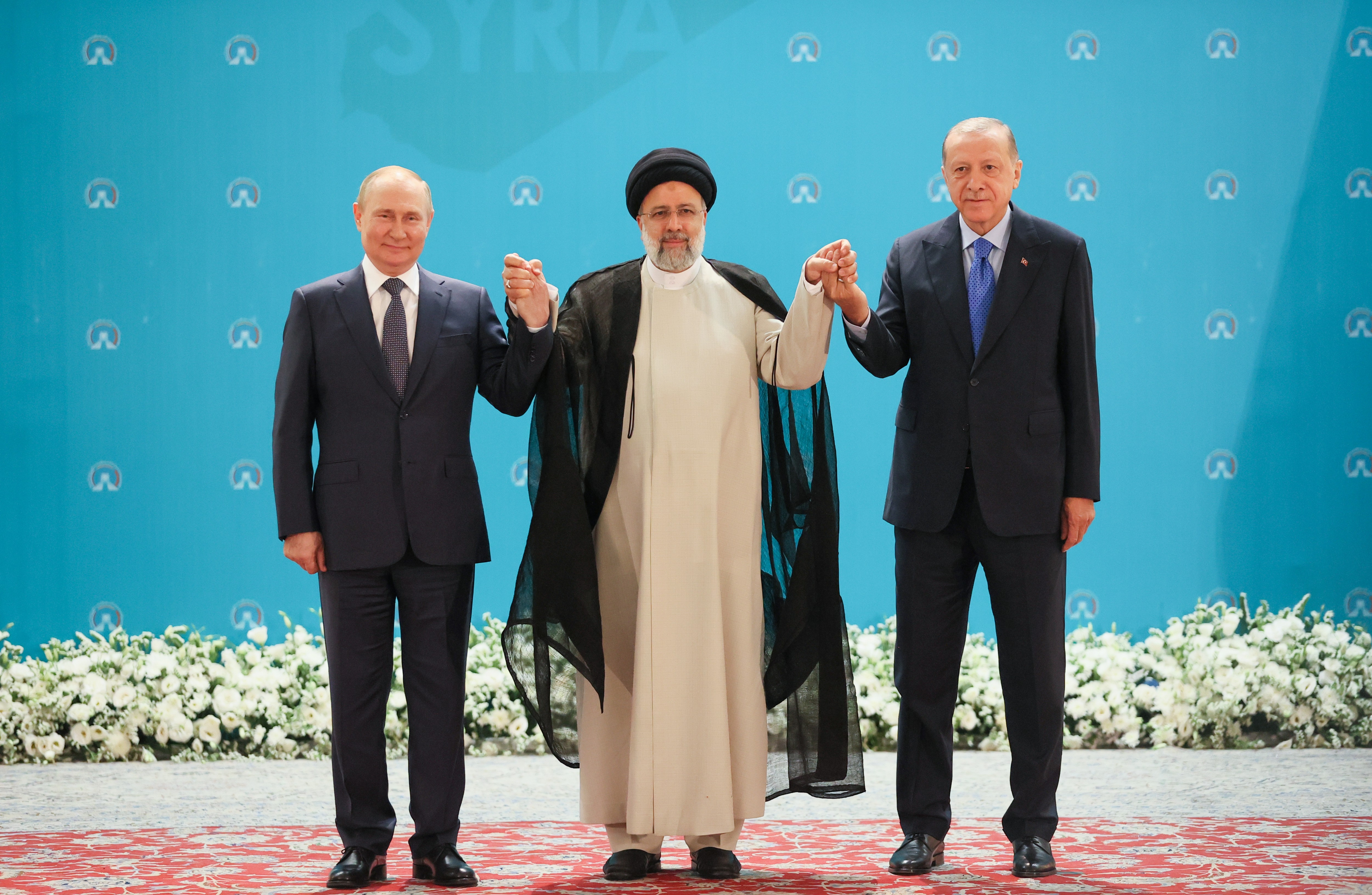
Au centre, Ebrahim Raïssi avec le président russe, Vladimir Poutine, à gauche, et le président turc Recep Tayyip Erdoğan, à droite, (Téhéran, 19 juillet 2022).

Ebrahim Raïssi prend ses fonctions de président de la république islamique d'Iran le 3 août 2021, prête serment devant le Parlement le 5 et soumet la liste de son gouvernement le 11.
À partir du 16 septembre 2022, il doit affronter des manifestations qui éclatent dans tout l'Iran pour protester contre la mort de Mahsa Amini. Conformément à la rhétorique habituelle du régime islamique, il accuse des « ennemis » extérieurs qui fomenteraient des troubles dans le pays, et notamment au Kurdistan iranien. Un an plus tard, le Parlement adopte en septembre 2023 une loi renforçant les sanctions contre les femmes qui ne portent pas le voile en public. Avec cette réforme, le gouvernement vise à hausser le ton contre le nombre croissant de femmes sortant tête nue, surtout dans les grandes villes. Il est également prévu dans le texte voté des sanctions financières pour la « promotion de la nudité » ou la « moquerie du hijab » dans les médias et sur les réseaux sociaux, ainsi que des amendes et des interdictions de quitter le pays pour les propriétaires d’entreprises dont les employés ne portent pas de voile.

### Accusé de crimes contre l'humanité
En 2021, à la suite de son élection à la présidence de la République, Amnesty International appelle à une enquête contre Ebrahim Raïssi, l'accusant de crimes contre l'humanité et d'avoir participé à des disparitions forcées et des exécutions extrajudiciaires d'opposants en 1988.

### Mort

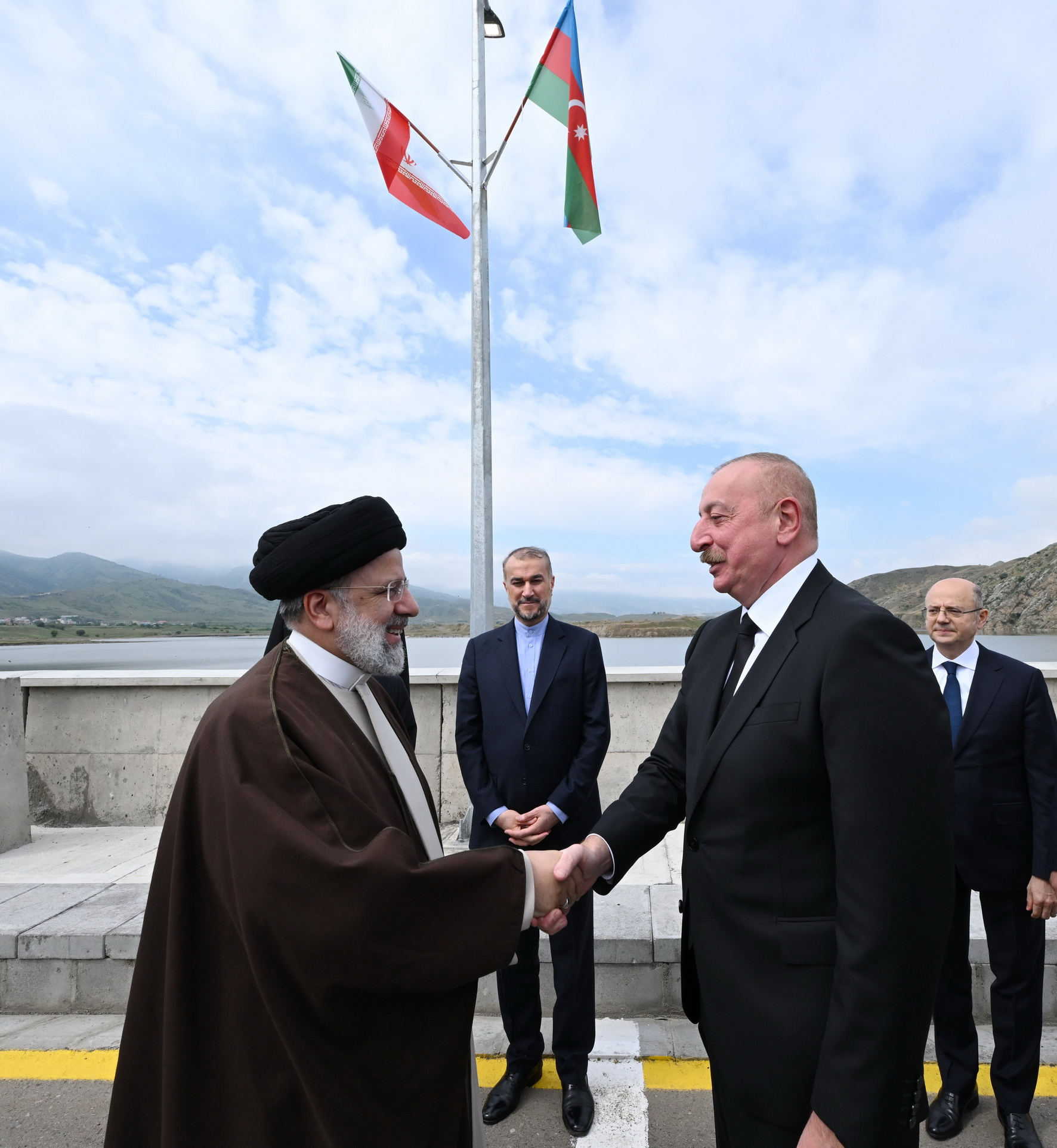
Les présidents iranien Ebrahim Raïssi (à gauche) et azerbaïdjanais Ilham Aliyev (à droite) à la frontière entre l'Azerbaïdjan et l'Iran le jour de l'accident, 19 mai 2024.

Ebrahim Raïssi meurt dans un accident d'hélicoptère survenu le 19 mai 2024 dans la région de Djolfa, dans la province iranienne d'Azerbaïdjan oriental. Plus tôt dans la journée, Raïssi se rend en Azerbaïdjan pour inaugurer un barrage aux côtés du président azerbaïdjanais Ilham Aliyev. Ce barrage de Qiz Qalasi est le troisième projet de collaboration entre l'Iran et l'Azerbaïdjan sur le fleuve Araxe.
L'hélicoptère, un Bell 212 selon Reuters, transporte neuf personnes dont Raïssi, le ministre des Affaires étrangères Hossein Amir Abdollahian, le gouverneur de l'Azerbaïdjan oriental Malek Rahmati et le représentant du guide suprême en Azerbaïdjan oriental Mohammad Ali Ale-Hashem (en). Il décolle avec deux autres hélicoptères servant d'escorte. Il est porté disparu alors que des opérations de secours sont organisées,. Le lendemain matin, la carcasse de l'hélicoptère est découverte à 2 km au sud-ouest de Khunirud, dans une région montagneuse, sans « aucun signe » de vie à l'intérieur. Certains médias, dont la télévision d'État IRIB, annoncent alors le décès du président,. Le premier vice-président de la République, Mohammad Mokhber, lui succède comme président par intérim. Mokhber est confirmé à ce poste le lendemain 20 mai par le Guide suprême Ali Khamenei, qui décrète cinq jours de deuil national en l'honneur du président défunt.

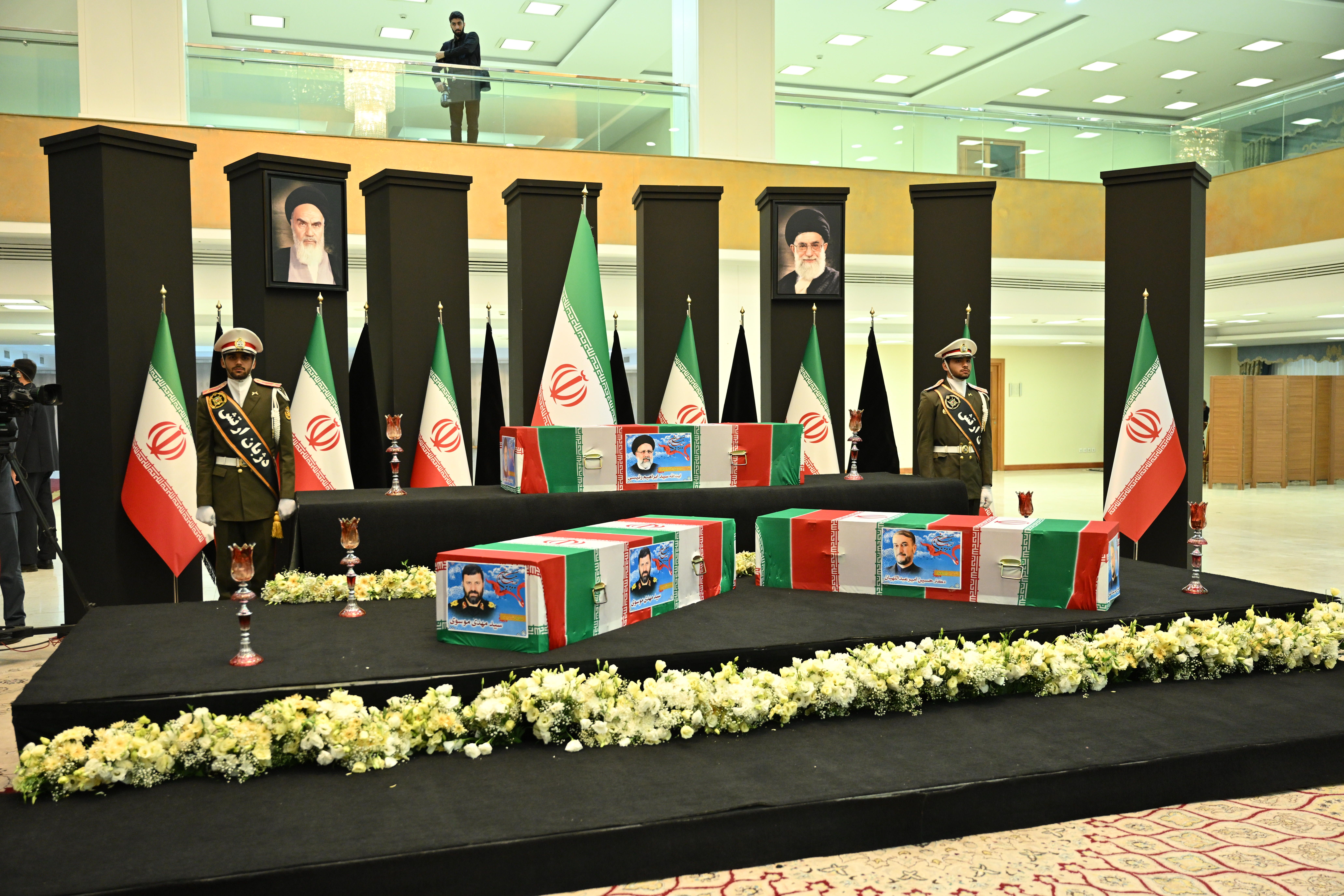
Cercueils d'Ebrahim Raisi, d'Hossein Amir Abdollahian et de Mehdi Moussavi, exposés à Téhéran.

Les obsèques d'Ebrahim Raïssi se déroulent le 22 mai à Téhéran, en présence d'une foule « très compacte et très importante », Raïssi restant « très populaire chez les plus démunis ». Sa dépouille est ensuite inhumée le lendemain 23 mai à Machhad.
Le réformiste Massoud Pezechkian est élu président le 5 juillet 2024 à l'issue du second tour de l'élection présidentielle anticipée. Il entre en fonction et succède indirectement à Raïssi le 28 juillet suivant.

## Distinctions
- Collier de l'ordre de la Révolution islamique iranienne (en) ( Iran, 2021).
- Grand-cordon de l'ordre de la République islamique iranienne (en) ( Iran, 2021).
- Grand-croix de l'ordre du Libérateur ( Venezuela, 2023).
- Docteur honoris causa de l'université d'État tadjike de commerce ( Tadjikistan, 2021).